# Яблонский, Андрей Яковлевич
Андрей Яковлевич Яблонский (латыш. Andrejs Jablonskis; 1880, Дурбе, Курляндская губерния, Российская империя (ныне Дурбский край, Латвия) — 28 марта 1951, Рига, Латвийская ССР) — латвийский советский политик, государственный и общественный деятель. Первый народный комиссар юстиции Латвийской ССР — министр юстиции Латвийской ССР (1940—1951).

## Биография
Член Латвийской социал-демократической рабочей партии. В 1904—1906 годах работал в подпольной типографии в Лиепае. Во время революции 1905 года в Латвии был одним из лидеров курземских боевиков. В 1906 году за революционную деятельность был арестован. После освобождения в 1908 году эмигрировал в Германию. В 1912 году окончил Берлинский университет.
В январе 1914 года участвовал в 4-м съезде социал-демократии Латвии в Брюсселе. В том же году вернулся на родину и был вновь арестован. Находился в тюрьме до 1916 года. В 1917—1920 годах жил в Советской России.
Член Коммунистической партии Латвии с 1920 года. В 1921 году — секретарь больничной кассы Рижской книгопромышленности, затем председатель Союза Латвийских больничных касс.
Один из основателей Независимой социалистической партии Латвии в 1929 году.
В феврале 1939 года избран членом ЦК Компартии — КП (б) Латвии. Арестован властями Латвии. После присоединения Латвии к СССР в 1940 году освобождён из тюрьмы.
В том же году стал 3-м секретарём ЦК КП — КП (б) Латвии. Был избран депутатом Народного Сейма Латвии. Редактировал газету «Cīņa» («Борьба»).
С июля по август 1940 года — заместитель министра иностранных дел Латвийской ССР.
С 26 августа 1940 по 12 марта 1951 года занимал пост народного комиссара — министра юстиции Латвийской ССР.
С октября по 17 декабря 1940 года — член Бюро ЦК Коммунистической партии (большевиков) Латвии. Член Верховного совета Латвийской ССР, а с 1949 года также — член ревизионной комиссии КП (б) Латвии.